# Грузино-португальские отношения
Грузи́но-португа́льские отноше́ния — отношения между Грузией и Португалией. Две страны установили дипломатические отношения в 1992 году.

## Политические связи
После обретения Грузией независимости в 1991 году Португалия признала новое государство. 23 мая 1992 года между двумя странами были установлены прямые дипломатические отношения. Первым послом Португалии в Грузии стал Жуан Пашеку Луиш Гомеш, аккредитованный в 1996 году.
Португалия ещё не открыла постоянное посольство в Тбилиси и имеет двойную аккредитацию через своё посольство в столице Турции Анкаре. Однако в Тбилиси находится почётное консульство Португалии.
Посольство Грузии в Португалии находится в Лиссабоне по адресу Rua Fernão Soares No. 6-A. Также по этому адресу располагается офис по связям Грузии с Содружеством португалоязычных стран (CPLP). В 2014 году Грузия стала наблюдателем CPLP.

## Экономические связи
В 2015 году Португалия экспортировала в Грузию товаров на сумму 25,85 миллиона евро (2014: 27,07 миллиона; 2013: 19,22 миллиона; 2012: 5,74 миллиона; 2011: 4,30 миллиона), из которых 69,1% составляют руды и минералы, 12,5% — древесина и пробка, 6,2% — бумага и целлюлоза и 3,0% — химико-фармацевтические продукты.
За тот же период Грузия доставила в Португалию товаров на сумму 0,13 миллиона евро (2014 год: 1,49 миллиона; 2013 год: 2,27 миллиона; 2012 год: 4,56 миллиона; 2011 год: 1,68 миллиона), из них 81,7% составляет одежда, 10,7% — продукты питания, 3,8% — обувь и 3,5% — кожа и мех.
В 2015 году Грузия заняла 72-е место как покупатель и 158-е место как поставщик внешней торговли Португалии. Во внешней торговле Грузии в 2015 году Португалия заняла 83-е место среди покупателей и 31-е место среди поставщиков.

## Культурные связи
В 2013 году в Тбилиси был открыт языковой центр Института Камоэнса.